# Cymbiapophysa ashily
Espèce
Cymbiapophysa ashily est une espèce d'araignées mygalomorphes de la famille des Theraphosidae.

## Distribution
Cette espèce est endémique de la province de Santo Domingo de los Tsáchilas en Équateur,. Elle se rencontre vers Santo Domingo.

## Description
La femelle holotype mesure 37,5 mm.

## Systématique et taxinomie
Cette espèce a été décrite par Ghía, Peñaherrera-R., Sherwood et Gabriel en 2024.

## Publication originale
- Peñaherrera-R., Ghía, Sherwood & Gabriel, 2024 : « New insights on male palpal bulb morphology in Cymbiapophysa Gabriel & Sherwood, 2020, with four new species from Ecuador (Araneae: Theraphosidae). » Arachnology, vol. 19, no 7, p. 1003-1017.